# Cerano
Cerano (piemontiul: Sciareun) település Olaszországban, Piemont régióban, Novara megyében. Lakosainak száma 6678 fő (2023. január 1.). Cerano Cassolnovo, Magenta, Robecco sul Naviglio, Trecate, Abbiategrasso, Boffalora sopra Ticino és Sozzago községekkel határos.

## Népesség
A település lakossága az elmúlt években az alábbi módon változott:
| Lakosok száma | 6804 | 6813 | 6678 |
|               | 2017 | 2018 | 2023 |